# Kiyoshi Yamashita
Kiyoshi Yamashita (山下 清, Yamashita Kiyoshi), nascut com Seiji Obashi, (10 de març de 1922 – 12 de juliol de 1971) va ser un artista japonès. És famós pels seus viatges recorrent tot el Japó, durant els quals, sovint, vestia una samarreta sense mànigues, obtenint el sobrenom de “El General Nu”.
Yamashita va néixer a Asakusa, Tòquio. Als tres anys, va patir un trastorn abdominal agut que, tot i no sent un risc per a la seva vida, el va deixar amb un lleuger impediment de la parla i alguna afectació neurològica. A l'escola primària, Yamashita va ser víctima d'assetjament escolar i en una ocasió va ferir a un company de classe amb un ganivet. Per aquest motiu, els seus pares van decidir ingressar-li a la institució Yahata per a persones amb discapacitat mental, situada a Ichikawa,  Chiba. El seu coeficient intel·lectual (CI) va ser mesurat amb un resultat de 68. Va ser aquí quan va començar a experimentar utilitzant trossos de paper trencats per a crear imatges. El seu talent va ser reconegut per l'expert en salut mental Ryuzaburo Shikiba, qui va organitzar una exhibició a Osaka del treball de Yamashita que va aconseguir grans elogis. 
Cansat de la vida a la institució, i amb el propòsit d'evitar l'examen físic obligatori pel reclutament a l'Exèrcit Imperial Japonès, Yamashita va fugir l'any 1940 per començar la seva deambulació arreu de tot el Japó, que duraria fins a l'any 1954. Quan tenia 21 anys, el personal de la institució el va trobar ajudant a un restaurant i el va obligar a presentar-se a l'examen de reclutament. Eventualment va ser considerat exempt del servei. Els esdeveniments d'aquesta època van ser enregistrats en ser "Diari Errant" de 1956, i la imatge més popular de Yamashita viatjant sol per tot el país amb la seva motxilla és d'aquest període. 
Yamashita feia ús de la tècnica "chigiri-e", el mètode consistia a enganxar juntes peces trencades de paper de colors per representar els escenaris que veia en els seus viatges; algunes de les seves obres més famoses, com ""Nagaoka no hanabi"" i ""Sakurajima"" les va fer d'aquesta manera. Tenint memòria eidètica, Yamashita generalment reproduïa tota l'escena de memòria quan tornava a la institució o a casa seva. Per aquest motiu, Yamashita és sovint considerat autista.
Al període de postguerra, es va fer molt conegut com el “Van Gogh japonès” o el “General Nu" (pel seu costum de vestir una samarreta sense mànigues als seus viatges). L'any 1956, es va inaugurar l'Exposició Kiyoshi Yamashita a la botiga Daimaru a Tòquio, i va recórrer el país, aturant-se a 130 llocs del Japó atraient a més de 500.000 visitants. Al juny de 1961, Yamashita i Shikiba van embarcar-se en una gira de 40 dies per Europa. Aquí va reproduir molts llocs i monuments famosos que va veure.
Yamashita va morir per una hemorràgia cerebral als 49 anys. La seva obra segueix sent molt apreciada a tot el Japó, i és objecte d'exposicions freqüents. La seva vida va ser retratada a una sèrie de llarga durada de drama japonès, Hadaka no Taishō Hōrōki (裸の大将放浪記,, El registre errant del General Nu), que es va emetre des de l'any 1980 fins a l'any 1997.